# Engenheiro Paulo de Frontin
Engenheiro Paulo de Frontin is een gemeente in de Braziliaanse deelstaat Rio de Janeiro. De gemeente telt 13.214 inwoners (schatting 2009).